# Vorst Nationaal-Forest National
Vorst Nationaal-Forest National és una sala de concerts al municipi de Vorst a la Regió de Brussel·les-Capital a Bèlgica. Amb la seva capacitat de vuit mil espectadors és una de les sales més grans dels país. Esporàdicament s'utilitza també per a esdeveniments esportius.
Va ser estrenat el 8 d'octubre del 1970 amb el Ballet del segle XX de Maurice Béjart. Aleshores tenia una capacitat de 5.500 butaques. Una reforma el 1995 en va augmentar la capacitat cap als actuals 8400 butaques. Quan grans artistes internacionals, com Lara Fabian, Eminem, The Offspring, Vanessa Paradis, Axelle Red, Pet Shop Boys, Helmut Lotti, Manu Chao, Mark Knopfler, Eros Ramazzotti o Bob Dylan passen per Bèlgica, sovint trien aquesta sala. De 1973 a 1975 Albert-André Lheureux, creador del teatre Théâtre de l'Esprit Frappeur en va ser el director artístic.
El 2005 es va projectar crear una nova sala amb una capacitat doble, però el projecte va ser abandonat el 2008.